# Kanton Saint-Just-Saint-Rambert
Kanton Saint-Just-Saint-Rambert (francouzsky Canton de Saint-Just-Saint-Rambert) je francouzský kanton v departementu Loire v regionu Rhône-Alpes. Tvoří ho 12 obcí.

## Obce kantonu
- Boisset-lès-Montrond
- Bonson
- Chambles
- Craintilleux
- Périgneux
- Saint-Cyprien
- Saint-Marcellin-en-Forez
- Saint-Just-Saint-Rambert
- Saint-Romain-le-Puy
- Sury-le-Comtal
- Unias
- Veauchette